# Plega zikani
Plega zikani är en insektsart som beskrevs av Navás 1936. Plega zikani ingår i släktet Plega och familjen fångsländor. Inga underarter finns listade i Catalogue of Life.